# ال کلاسیکو (فیلم)
ال کلاسیکو (کردی: ئێل کلاسیکۆ
، El clásico) فیلمی کردی -نروژی درام به کارگردانی مصطفی هلکوت می‌باشد. در سال ۲۰۱۶ در سینماهای کردستان عراق به نمایش درآمد. این فیلم بهترین فیلم در بخش زبان خارجی در در جوایز اسکار۸۹ ام بود ولی نامزد نشد در این سال فیلم فروشنده به کارگردانی اصغر فرهادی از ایران جایزه را دریافت کرد.

## داستان
آلان (وریا احمد) جوان بلند قامت در چایخانه در اورامان کار می‌کند و عاشق گونا است، و در آرزوی ازدواج با گونا است اما پدر گونا یک گیوه کردی درست کرده که لوگوی رئال مادرید را روی آن زده‌است و آرزو دارد که به دست کریستیانو رونالدو برسد و …

## جشنواره‌ها
در عید قربان سال۲۰۱۶ در کردستان عراق به نمایش درآمد و در چندین جشنواره دیگر به شرح زیر اکران شد.
1. جشنواره فیلم نیمه دولتی دوبی (۲۰۱۵).
2. در کشور نروژ دز سال ۲۰۱۶.
3. در جشنواره فیلم (Tribeca) در آمریکا در سال ۲۰۱۶.
4. در جشنواره فیلم ننیمه دولتی در مونیخ آلماندر سال ۲۰۱۶ اکران شد.
5. در سال ۲۰۱۶ در جشنواره فیلم تراورسی اکران شد.
6. در سال ۲۰۱۶، در جشنواره فیلم نیمه دولتی سلیمانیه اکران شد.

## بازیگران
- وریا احمد در نقش آلن
- دانا احمس در نقش شیروان
- کامران رئوف در نقش
- روژین شریفی در نقش گونا